# Zemmoura (distrito)
Zemmoura' é um distrito localizado na província de Relizane, Argélia. Sua capital é a cidade de Zemmoura. A população total do distrito era de 45 890 habitantes, em 2008.[carece de fontes?]

## Comunas
O distrito está dividido em três comunas:
- Zemmoura
- Beni Dergoun
- Dar Ben Abdellah